# Filip Siphong Onphitak
Philip Sipong (ur. 30 września 1907 w Nong Sëng, zm. 16 grudnia 1940 w Mukdahan) – tajski błogosławiony Kościoła katolickiego.
Uczęszczał do szkoły misyjnej w Nong Sëng, a później uczył się w seminarium. Był katechetą; miał żonę i pięcioro dzieci. Został zastrzelony w czasie prześladowań katolików 16 grudnia 1940 roku. Jego ciało zostało znalezione w 1959 roku.
Beatyfikował go Jan Paweł II w dniu 22 października 1989 roku w grupie 7 męczenników z Tajlandii.